# L'interdit
L'interdit è un profumo della casa di moda francese Givenchy.

## Storia
L'interdit nacque dall'incontro nel 1957 tra Hubert de Givenchy, fondatore della maison francese e la popolare attrice britannica Audrey Hepburn, che aveva indossato in svariate occasioni i capi Givenchy. Il profumo fu realizzato privatamente per l'attrice, ma considerando l'ottimo risultato, Givenchy pensò di utilizzarlo per segnare il lancio sul mercato del marchio di una nuova linea di profumi. L'iniziale opposizione di Audrey Hepburn per l'operazione, fu lo spunto che diede il nome alla fragranza: L'interdit infatti in lingua francese vuol dire Il divieto. Alla fine, Audrey Hepburn diventò la testimonial del profumo, posando per la campagna pubblicitaria. Si trattò della prima volta che una campagna pubblicitaria utilizzava il volto di un'attrice, e non di una comune modella. Il design della boccetta fu disegnato da Pablo Reinoso.

## Filosofia
Hubert de Givenchy sosteneva che "Il profumo non è altro che il tocco finale dell'eleganza, la sua carta d'identità". e con questa filosofia lanciò sul mercato le proprie fragranze a partire da L'interdit, che tramite l'utilizzo di note delicate e fiorite (il giardinaggio era una passione di Givenchy), dà l'immagine di una donna romantica e aggraziata. Il profumo viene visto come un abito d'alta moda che esalta la personalità della sua indossatrice.

## Commercializzazione
Il profumo fu messo in commercio nel 1957 ed ebbe un notevole successo, contribuendo a far conoscere il marchio Givenchy anche nel settore dei profumi e della cosmetica.
Nell'ottobre del 2007, in occasione dei cinquanta anni del prodotto, L'interdit è stato rilanciato sul mercato, con una nuova formula che lo rendesse più appetibile alle nuove consumatrici. Soltanto in questa occasione il profumo è stato reso disponibile anche in Italia.